# Els Macaris
Els Macaris fou un grup de grallers del Vendrell. El nom de la formació prové del sobrenom que rebia Joan Domingo i Puigibet («Macari fill»), el líder de la formació, fill del graller vendrellenc Macari Domingo i Tort.
Joan Domingo s'estrenà com a graller el 1949 fent de gralla segona, acompanyat d'Albert Jané i Pascual («Carbassó») fent la primera i Jaume Esteve i Oliva («Casalta») al timbal. Sembla, però, que Joan Domingo i Albert Jané no s'acabaren d'entendre i dos anys més tard el «Carbassó» deixà la formació per passar a formar part dels Astons. En aquest moment, Macari Domingo (el pare de Joan Domingo) que havia format part d'altres grups com els Cetrons, els Aulans o els Felius, el substituí com a gralla primera. Durant els anys que Macari Domingo formà part de la colla ensenyaren a tocar a Ton Ollé i Egea («l'Ollé») que seria membre de la formació fins que deixà la gralla per fer de casteller.
A mitjan dècada dels seixanta, quan Ton Ollé deixà la colla, Albert Jané tornà al grup. Al mateix any, Josep Sonet i Yvern («Peces»), substituí Jaume Esteve al timbal. La colla es mantingué estable fins al 1985 i finalment es dissolgué amb la mort de Josep Sonet el 1987.